# Robert Dreyfuss
Robert Dreyfuss est un journaliste et essayiste américain, collaborateur de The Nation.

## Publications
- Hostage to Khomeini, cowritten with Thierry LeMarc, New Benjamin Franklin House, 1981  (ISBN 978-0933488113) PDF download
- Devil's Game: How the United States Helped Unleash Fundamentalist Islam, Metropolitan Books, 2005  (ISBN 0-8050-7652-2).